# Національний центр біатлону
Національний центр біатлону (кит.: 国家冬季两项中心) — спортивний об'єкт, розташований в долині на північному сході від села Тайцзічен, району міського підпорядкування Чунлі міста Чжанцзякоу провінції Хебей. Центр побудований для змагань зимової Олімпіади та зимової паралімпіади 2022 року з біатлону.

## Опис
Національний біатлонний центр складається з двох частин: траси та технічної будівлі. Траса розділена на три частини: змагальну трасу в центрі, тренувальну трасу на сході та змагання Паралімпійських ігор. Її протяжність 8,7 км, прокладена природним рельєфом гори. Технічна будівля об'єкта має 4 поверхи: над землею, з площею забудови 5200 квадратних метрів, та її основними функціями є приміщення для управління заходами та технічні приміщення; зі східного та західного боку є підземні сполучні коридори, які перетинають стартову зону траси, з'єднуючи технічний корпус, склад обладнання та тир. Траси Національного біатлонного центру переважно розташовані в долинах схід-захід, ковзають туди-сюди між схилами північної та південної сторін. Технічна будівля та трибуни розташовані в низині на західній стороні долини. Коли глядачі дивляться Схід, вони можуть бачити, як спортсмени курсують між долинами. Руїни стародавнього Великого китайського муру звиваються в далеких горах, що безсумнівно додає візуального ефекту від перегляду змагань.

## Будівництво
9 березня 2017 року було оголошено, що в рамках підготовки до зимових Олімпійських ігор 2022 року, у травні року розпочинається будівництво трьох спортивних центрів: Національного центру біатлону, майданчик для стрибків з трампліну Nordic Center та майданчик для бігових лиж.
У процесі планування та будівництва об'єкту Національний біатлонний центр повністю втілює концепцію екологічності та стійкості та вирішувалося питання використання об'єкта після змагань: всесезонне використання траси та перетворення функції технічної будівлі. При проектуванні траси з урахуванням потреб стадіону як тренувальна база влітку, 4-кілометрова траса в основному колі спроектована як асфальтове покриття, яке може бути перетворене на трасу для катання на роликових ковзанах для змагань та літні тренування. Решта траси покрита гравієм, який після біатлону можна перетворити на маршрути для катання на гірських велосипедах або піших прогулянок.
Заплановано, що Національний біатлонний центр буде створювати програми тренувань, що підходять для лижників-початківців, такі як стрільби з лазерної зброї, придатні для дітей та юнацьких розваг, а влітку він буде перетворено на центр активного відпочинку з додатковими проектами, такими як катання на гірських велосипедах та розширена тренувальна база біля підніжжя Великого китайського муру.